# Wierszczyca
Wierszczyca – wieś w Polsce położona w województwie lubelskim, w powiecie tomaszowskim, w gminie Jarczów.
W latach 1975–1998 miejscowość administracyjnie należała do województwa zamojskiego.
Wieś jest sołectwem w gminie Jarczów. Według Narodowego Spisu Powszechnego z roku 2011 wieś liczyła  mieszkańców.
Wierni Kościoła rzymskokatolickiego należą do parafii św. Anny w Gródku.

## Części wsi
| SIMC    | Nazwa   | Rodzaj    |
| ------- | ------- | --------- |
| 0890241 | Kolonia | część wsi |
| 1025019 | Koniec  | część wsi |

## Historia
Wierszczyca nazywana także w przeszłości „Werszczyca” i „Wierzchrzeczyca”. Wieś wymieniona w składzie parafii łacińskiej w Gródku w roku 1409. Współfundatorem kościoła w Gródku był Stefan z Werszczycy. W I połowie XVIII w. właścicielem Wierszczycy był Krzysztof Radecki, kasztelan lubaczowski.
Około roku 1893 wieś posiadała 50 domów i 377 mieszkańców (w tym 237 katolików) z gruntem 581 mórg. Cerkiew prawosławna istniejąca we wsi była filialną do parafii w Szlatynie.